# Korčulski kanal
Korčulski preliv (hrv. Korčulanski kanal) je morski preliv v Jadranskem morju, ki pripada Hrvaški. Je preliv med otokoma Šćedro in Hvar, na katera meji na severni strani in otokom Korčula na jugu, po katerem je preliv dobil ime. Na vzhodu ni prave naravne meje, razen dela polotoka Pelješac.
Na vzhodu se preliv razdeli na dva dela: na severni del, kjer se nadaljuje v Neretvanski kanal, na južni strani pa v Pelješki preliv oz. Pelješki kanal.
Na jugozahodu se preliv konča na odprtem morju, na zahodu pa v Viškem prelivu. Za približno mejo, ker prave naravne meje ni, se lahko šteje točko otočka Proizd - Milana.